# Mara Leão

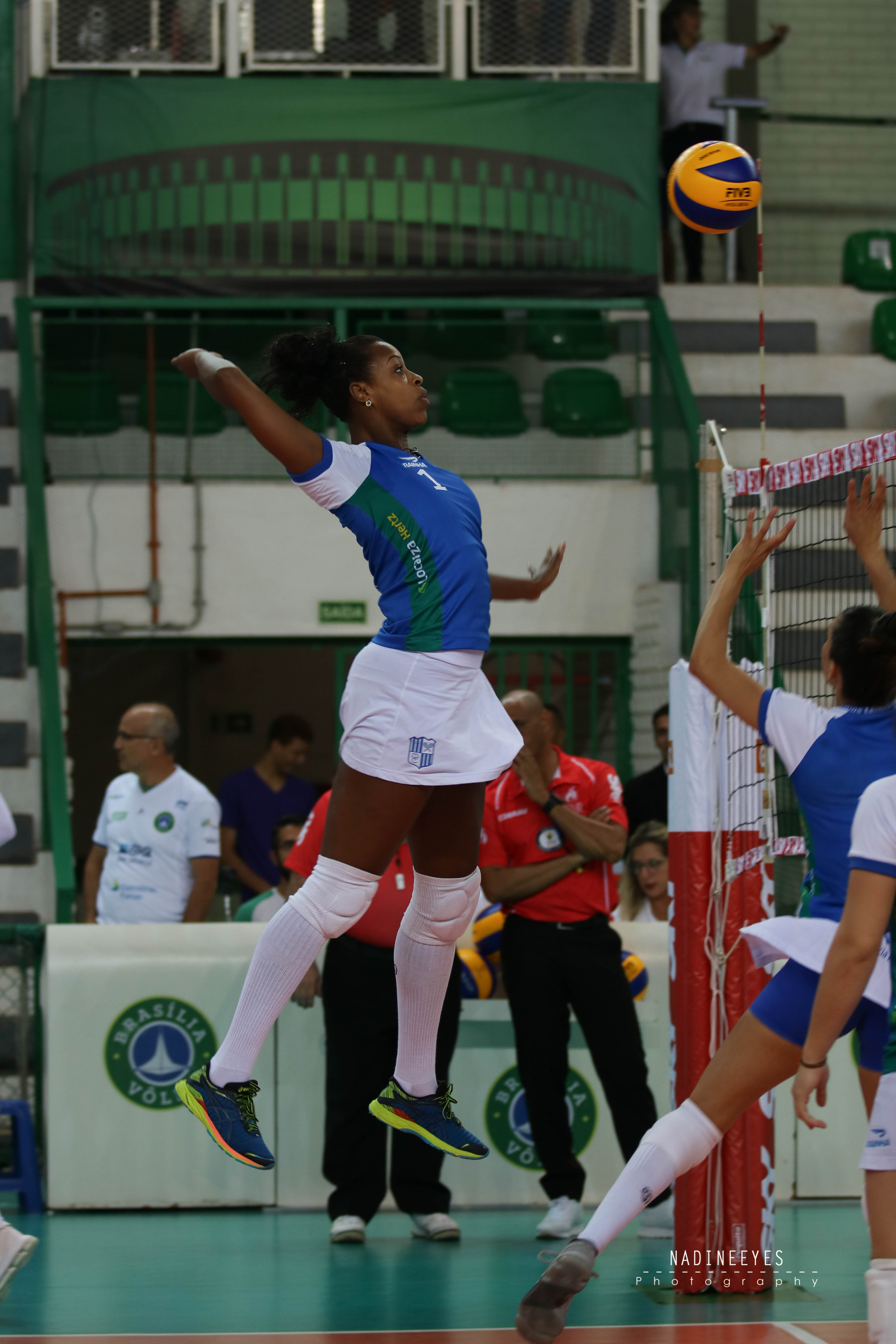
Mara Leão podczas ataku z pierwszego tempa na rozgrzewce w drużynie Minas Tênis Clube w sezonie 2018/2019

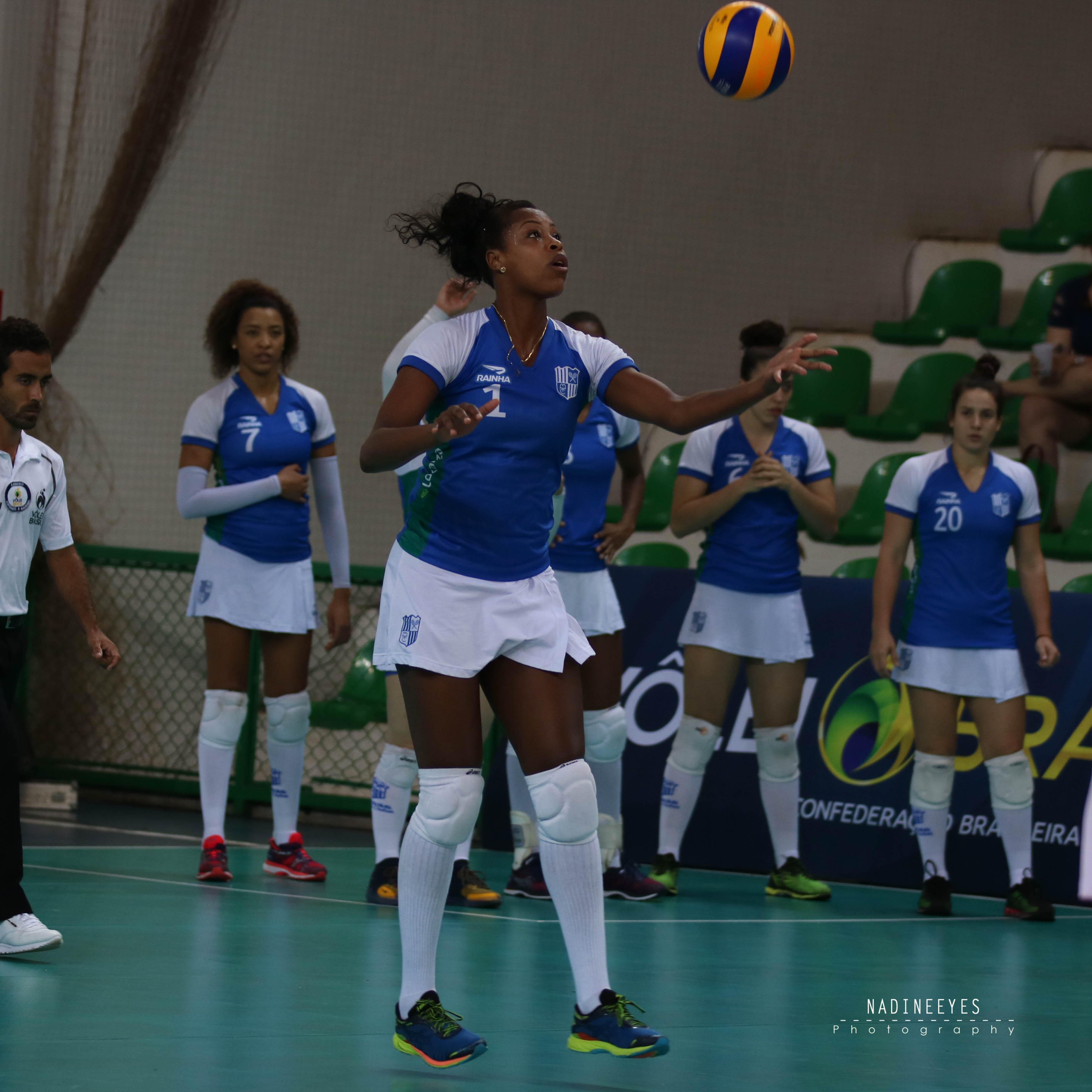
Mara Leão podczas wykonywania zagrywki w drużynie Minas Tênis Clube w sezonie 2018/2019

Mara Ferreira Leão (ur. 26 lipca 1991 w Sabinópolis) – brazylijska siatkarka, grająca na pozycji środkowej.

## Kariera klubowa
| Kariera juniorska | Kariera juniorska         | Kariera juniorska | Kariera juniorska | Kariera juniorska | Kariera juniorska | Kariera juniorska | Kariera juniorska | Kariera juniorska | Kariera juniorska | Kariera juniorska |
| ----------------- | ------------------------- | ----------------- | ----------------- | ----------------- | ----------------- | ----------------- | ----------------- | ----------------- | ----------------- | ----------------- |
| Lata              | Klub                      |                   |                   |                   |                   |                   |                   |                   |                   |                   |
| 2007–2008         | Fluminense FC             |                   |                   |                   |                   |                   |                   |                   |                   |                   |
| Kariera seniorska |                           |                   |                   |                   |                   |                   |                   |                   |                   |                   |
| Lata              | Klub                      |                   |                   |                   |                   |                   |                   |                   |                   |                   |
| 2008–2013         | Unilever Rio de Janeiro   |                   |                   |                   |                   |                   |                   |                   |                   |                   |
| 2013–2015         | São Caetano Esporte Clube |                   |                   |                   |                   |                   |                   |                   |                   |                   |
| 2015–2019         | Camponesa/Minas           |                   |                   |                   |                   |                   |                   |                   |                   |                   |
| 2019–2020         | Osasco/Audax              |                   |                   |                   |                   |                   |                   |                   |                   |                   |
| 2020–2022         | Sesi/Vôlei Bauru          |                   |                   |                   |                   |                   |                   |                   |                   |                   |
| 2022–2024         | Esporte Clube Pinheiros   |                   |                   |                   |                   |                   |                   |                   |                   |                   |
| 2024–             | CS Volei Alba-Blaj        |                   |                   |                   |                   |                   |                   |                   |                   |                   |

## Sukcesy klubowe
Klubowe Mistrzostwa Ameryki Południowej:
- 2013, 2018[4], 2019[5]
- 2009
- 2022[6]

Mistrzostwo Brazylii:
- 2009, 2011, 2013, 2019[7]
- 2010, 2012
- 2016, 2018, 2022[8]

Klubowe Mistrzostwa Świata:
- 2018

Puchar Brazylii:
- 2019[9], 2022[10]

Puchar Rumunii:
- 2025[11]

Puchar CEV:
- 2025[12]

Mistrzostwo Rumunii:
- 2025[13]

## Sukcesy reprezentacyjne
Mistrzostwa Świata Juniorek:
- 2009

Grand Prix:
- 2017[14]
- 2015

Volley Masters Montreux:
- 2017

Mistrzostwa Ameryki Południowej:
- 2017, 2019

Puchar Wielkich Mistrzyń:
- 2017

Liga Narodów:
- 2019

## Nagrody indywidualne
- 2019: Najlepsza środkowa Mistrzostw Ameryki Południowej